# Пошуки Іранона
Пошуки Іранона (англ. The Quest of Iranon) — оповідання, написане Говардом Лавкрафтом 28 лютого 1921 року та вперше опубліковане в журналі Galleon у 1935 році, а потім у журналі Weird Tales у 1939 році. У сучасних виданнях це оповідання входить до збірки The Dreamlands, яка є частиною всесвіту, створеного автором «Країни снів».

## Сюжет
Іранон — мандрівний співак, який мандрує з міста в місто в пошуках міста, де він народився і є принцом. На початку історії він прибуває до Телота, суворого гранітного міста, мешканці якого похмурі, де не чути ні сміху, ні пісні. Однак, після розмови з мешканцями, його запрошують заспівати в сутінках. Під час його виступу деякі люди зворушені його мистецтвом, але більшість не бачить сенсу і ігнорує його.
Наступного ранку до стайні, де він ночував, приходить архонт і просить його піти до міського шевця, щоб він міг стати його учнем. У Телоті праця вважається запорукою гарного життя після смерті, тому важка праця є частиною божественного закону. Іранон, не розуміючи такого немистецького способу життя, відмовляється від прохання архонта, тож той наказує йому покинути місто до заходу сонця. Тоді співак залишає стайню і вирушає на пошуки відтінку зелені в темному місті. Так він зустрічає Ромнода, сумного на вигляд молодого мешканця Телота.
Ромнод пояснює, що відчуває себе чужим у власному місті і мріє потрапити до Оонаї, «міста лютні і танців», тому пропонує Іранону супроводжувати його, і той погоджується. Після багатьох років подорожі до Оонаї Іранон і Ромнод досягають своєї мети: хоча краса цього міста поступається красі Айри, і воно є місцем бенкетів і розпусти, його мешканці так цінують пісні Іранона, що цар скидає з нього лахміття, одягає його в багаті тканини і коштовності та поселяє в зручному житлі.
Після приїзду танцівниць пустелі з Лірані та флейтистів з Дрінена його звична аудиторія відвертається від його пісень на користь мистецтва прибульців. Зі свого боку, Ромнод потрапляє в пастку безперервної святкової атмосфери Оонаї; він стає все більш вульгарним і п'яним, аж до того, що все менше бачить снів і все менше отримує задоволення від слухання пісень свого товариша. Однієї ночі він помирає в «болісних конвульсіях», поки Іранон співає собі у віддаленому куточку міста.
Смерть друга спонукає його покинути Оонай, щоб продовжити пошуки Айри, він скидає свій новий одяг, вдягає старе лахміття і залишає місто. Одного разу вночі він зустрічає дуже старого пастуха, який тримає свої отари на скелястому схилі над болотом з сипучих пісків. Як завжди, він запитує його про місцеперебування Айри. Пастух відповідає, що вже чув про неї в юності від товариша по іграх, «сповненого божевілля і дивацтв», сина жебрака, який стверджував, що є сином короля, коли всі знали, що це неправда. Він пояснює, що цей колишній товариш пішов співати в пошуках людей, чиє мистецтво зворушило б їх, і врешті-решт називає його Іраноном.
Після відповіді пастуха Іранон занурюється в сипучі піски, дивлячись прямо перед собою, ніби мріючи про своє уявне місто.

## Критика
Енциклопедія Г. Ф. Лавкрафта називає «Іранон» «однією з найкращих дунсанських імітацій HPL».